# Eupithecia repentina
Eupithecia repentina is een vlinder uit de familie spanners (Geometridae). De wetenschappelijke naam is voor het eerst geldig gepubliceerd in 1978 door Vojnits & de Laever.
De soort komt voor in Europa.